# Linfoma primario del sistema nervioso central

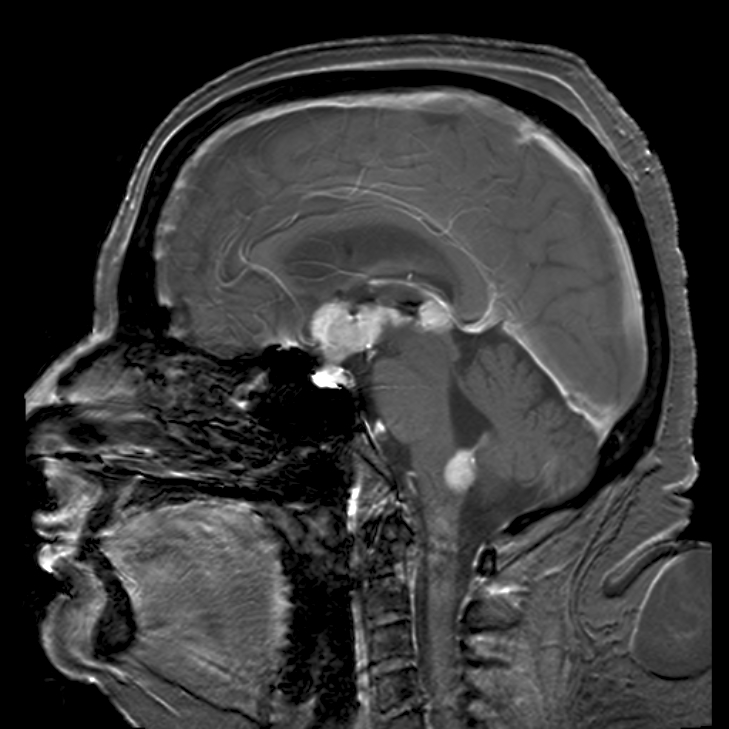
Resonancia magnética cerebral que muestra un linfoma no Hodgkin de células B primario del sistema nervioso central de la silla turca y el hipotálamo, que continúa hasta el tectum.

El linfoma primario del sistema nervioso central es un subtipo que se deriva de un linfoma agresivo no-Hodgkin (significa que es diferente a la enfermedad Hodgkin) que se especializa en el Sistema Nervioso Central (cerebro, médula espinal, ojos y/o leptomeninges), originado de los linfocitos B, sin evidencia de este en el momento del diagnóstico. Estos constituyen un 4% de los tumores primarios del Sistema Nervioso Central y el 6% de los tumores intracraneales. Esta enfermedad produce células cancerosas (células malignas) en el tejido linfático del cerebro y de la Médula Espinal.
El linfoma primario del SNC supone un 2% de los linfomas extraganglionares y un 1% de los tumores intracraneales.
Los linfomas son un tipo de cáncer que se origina en las células del Sistema Linfático (parte del Sistema Inmunitario). Los linfocitos (células del Sistema Linfático) entran y salen del Sistema Nervioso Central, estos linfocitos se tornan malignos y forman el linfoma en el sistema nervioso central.
El término primario enfatiza la distinción entre las lesiones y la afectación secundaria del SNC por el linfoma que se origina en otras partes del cuerpo. El linfoma cerebral primario es por lo regular multifocal en el parénquima encefálico, aunque la afectación ganglionar, de la médula ósea o extraganglionar fuera del SNC es una complicación rara y tardía.  Los Linfomas Cerebrales Primarios se presentan alrededor de la sexta década de vida y se manifiestan con deterioro cognitivo, cefalea y déficit neurológicos focales.

## Localización
Las localizaciones más frecuentes son: Hemisferios (31%), cuerpo calloso (15%), ganglios basales y tálamo (15%) y cerebelo (14%). Puede darse también en el fluido cerebroespinal y en los ojos (linfoma ocular). Además, no es extraño encontrar este tumor en varias partes del hemisferio cerebral, ya que puede esparcirse a través de todo el sistema nervioso central.

## Morfología
Las lesiones frecuentes a menudo afectan a la sustancia gris profunda, así como a la sustancia blanca y a la corteza. La diseminación periventricular es frecuente. Los tumores están bien definidos a comparación con las neoplasias gliales, pero no tan delimitados como las metástasis y por lo general muestran áreas extensas de necrosis central. En el tumor, las células malignas infiltran el parénquima del encéfalo y se acumulan alrededor de los vasos sanguíneos.  Las tinciones de reticulina demuestran que las células infiltrantes están separadas una de otra por un material  que se tiñe con plata; este patrón, denominado “el anillo”, es característico del linfoma encefálico primario. Cuando los tumores se originan en el seno inmunodepresión, pueden utilizarse varios marcadores de infección vírica por Epstein-Barr como ayuda para el diagnóstico.

## Evolución
Hay tres maneras en que el cáncer se disemina en el cuerpo:
- A través del tejido que lo rodea
- A través del Sistema Linfático. El cáncer usa el Sistema Linfático para circular por los vasos linfáticos a otras partes del cuerpo.
- A través de la sangre. Por medio de las venas y los capilares llega a todas las regiones del cuerpo.

Cuando las células cancerosas se dividen del tumor primario y llegan por medio de la sangre a otras partes del cuerpo se forma un tumor secundario, que es del mismo tipo de cáncer que el del tumor primario. Este proceso se denomina Metástasis.

## Factores de riesgo
- El linfoma primario del SNC afecta a pacientes con el síndrome de inmunodeficiencia adquirida (Sida), otros trastornos del sistema inmunitario o que se han sometido a un trasplante renal. Sin embargo ésta no es una condición necesaria para su presentación, dado que existen informes de la enfermedad en sujetos inmunológicamente competentes.[3]
- Sexo: por lo general se presenta en hombres.

## Síntomas
Entre los síntomas más comunes se encuentran:
- Cambios de humor y personalidad
- Confusión
- Debilidad general en un lado del cuerpo
- Dolor de cabeza
- Náusea
- Posibles problemas de visión en algunos casos

## Tratamiento
El tratamiento del Linfoma Primario del Sistema Nervioso Central puede ser más eficaz si:
- El tumor se limita a la corteza cerebral (la parte más grande).
- El sistema Inmunitario del paciente se encuentra en buen estado, sin padecer enfermedades que lo debilitan como el Síndrome de Inmunodeficiencia Adquirida.
- Su edad es menor de 60 años.
- Puede realizar sus actividades cotidianas.
- El lugar en el que se encuentra el tumor en el sistema nervioso central.
- La concentración de ciertas sustancias en la sangre y el líquido cefalorraquídeo (LCR).

### Tipos de tratamiento estándar

#### Radioterapia
Este es un tratamiento en el que se utilizan rayos X (entre otros tipos de radiación) de alta energía con el fin de eliminar e impedir el crecimiento de células cancerosas. Sin embargo, en dosis altas puede dañar al cerebro. La Radioterapia se divide en dos tipos  dependiendo del tipo de cáncer: radioterapia interna, con esta la sustancia radioactiva se coloca, por medio de agujas o catéteres, dentro o cerca del cáncer. Y la radioterapia externa que utiliza una máquina externa al cuerpo para enviar la radiación.

#### Terapia con Esteroides
Usar glucocorticoides, medicamentos esteroides (hormonas del cuerpo) fabricados en un laboratorio, para controlar el cáncer.

#### Quimioterapia
La Quimioterapia es un tratamiento en el que se usan medicamentos que sirven para eliminar o detener la reproducción de las células cancerosas. La vía de administración es con una inyección en el ventrículo del cerebro, con el fin de alcanzar las regiones del Sistema Nervioso Central. En el caso de usar dosis altas, al finalizar la Quimioterapia, se inyectan células madre, de la sangre o médula ósea del paciente o un donador, mediante una infusión para poder reemplazar las células generadoras de sangre que fueron destruidas durante el uso de este tratamiento.
La cirugía no es una forma de tratamiento usada comúnmente, dado que el tumor tiende a aparecer con cierta profundidad en el cerebro y no en el exterior, lo cual podría llevar a que se presenten complicaciones durante una operación.